# Crematogaster inops
Crematogaster inops är en myrart som beskrevs av Auguste-Henri Forel 1892. Crematogaster inops ingår i släktet Crematogaster och familjen myror. Inga underarter finns listade i Catalogue of Life.

## Bildgalleri

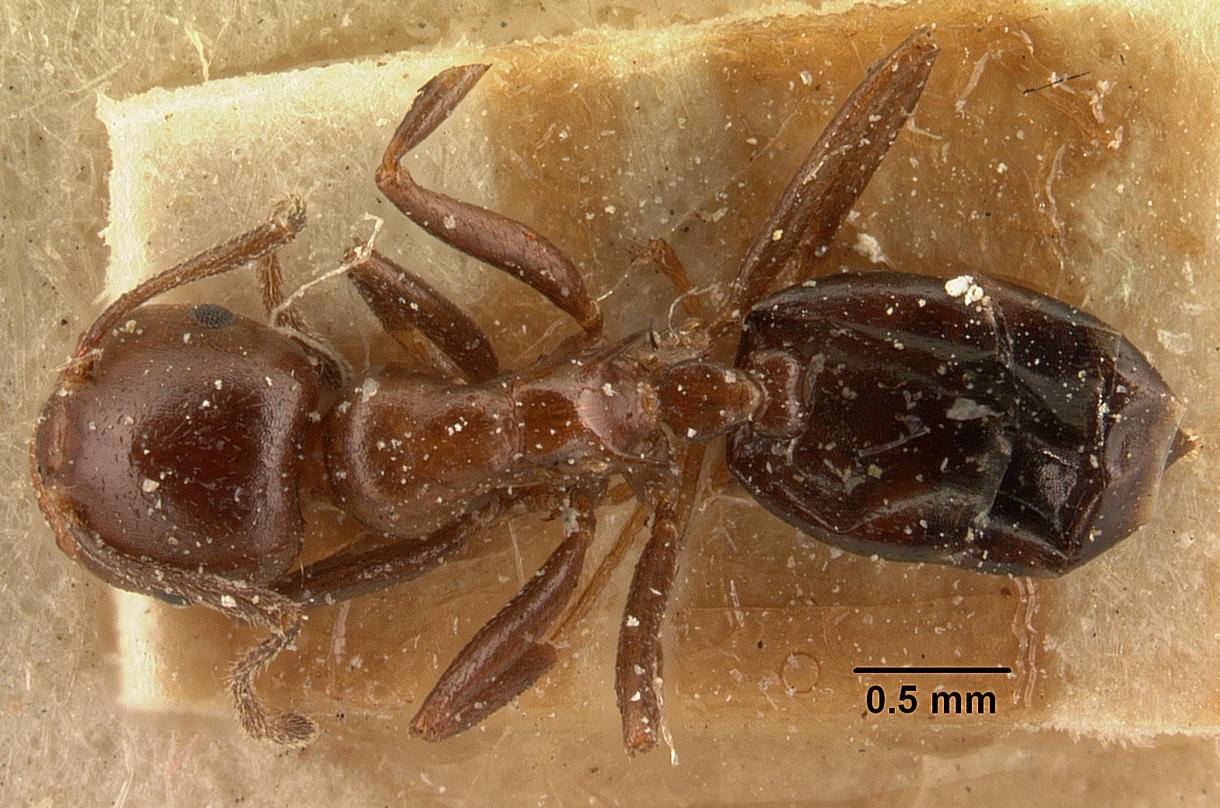
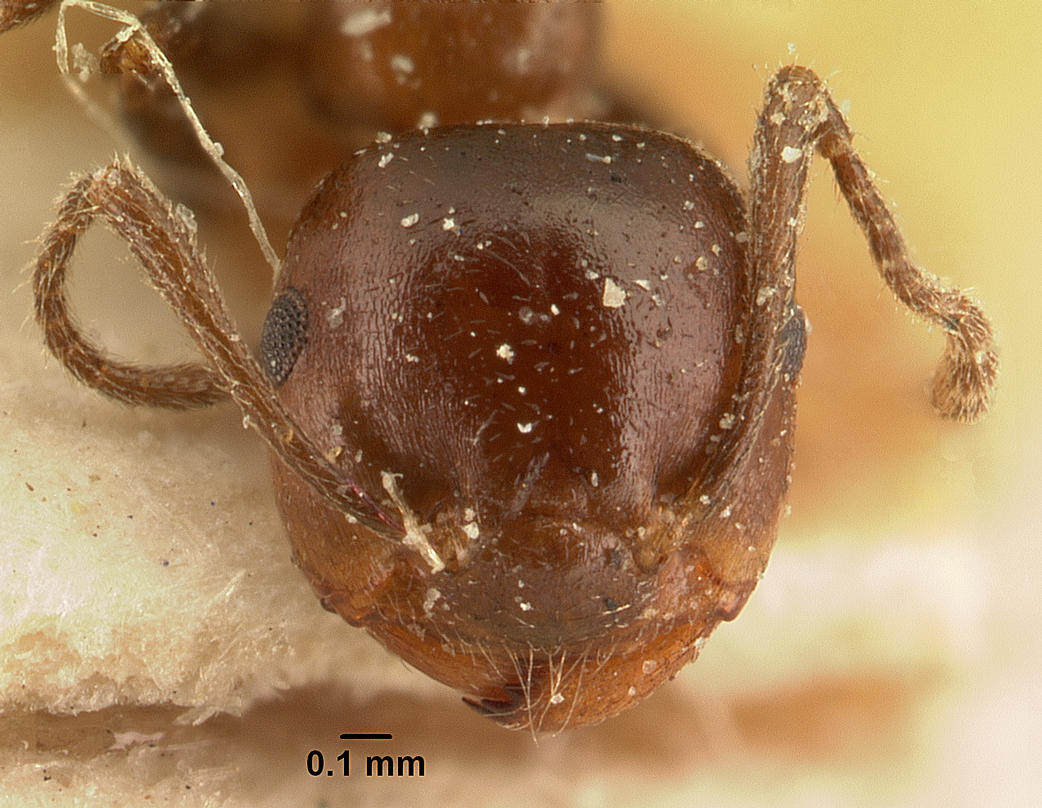
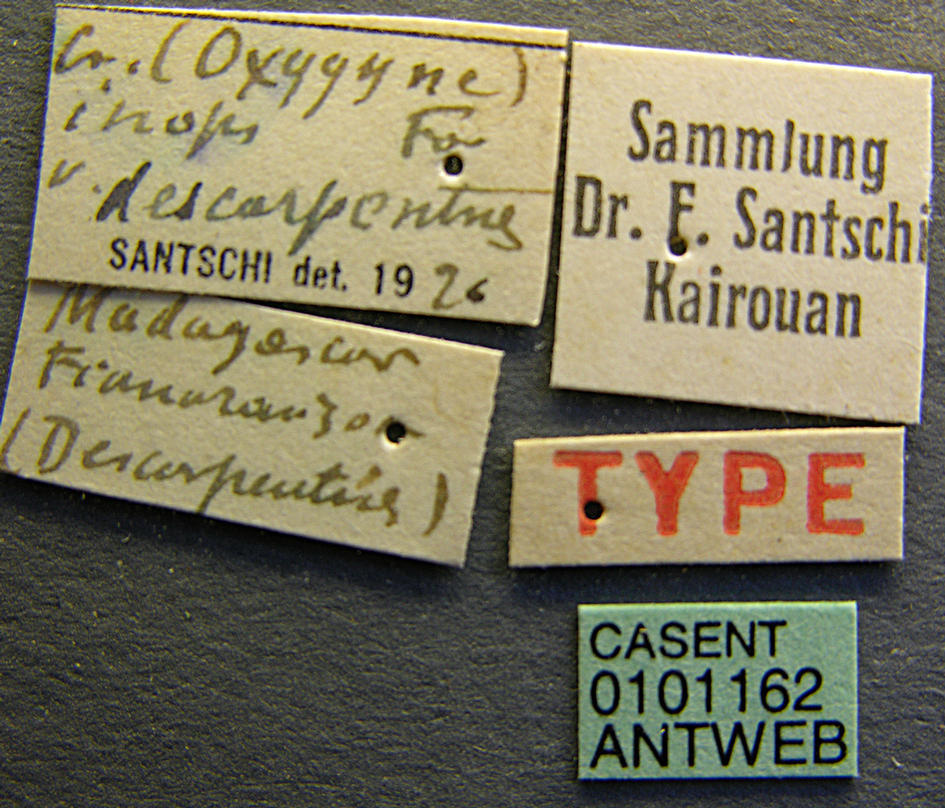
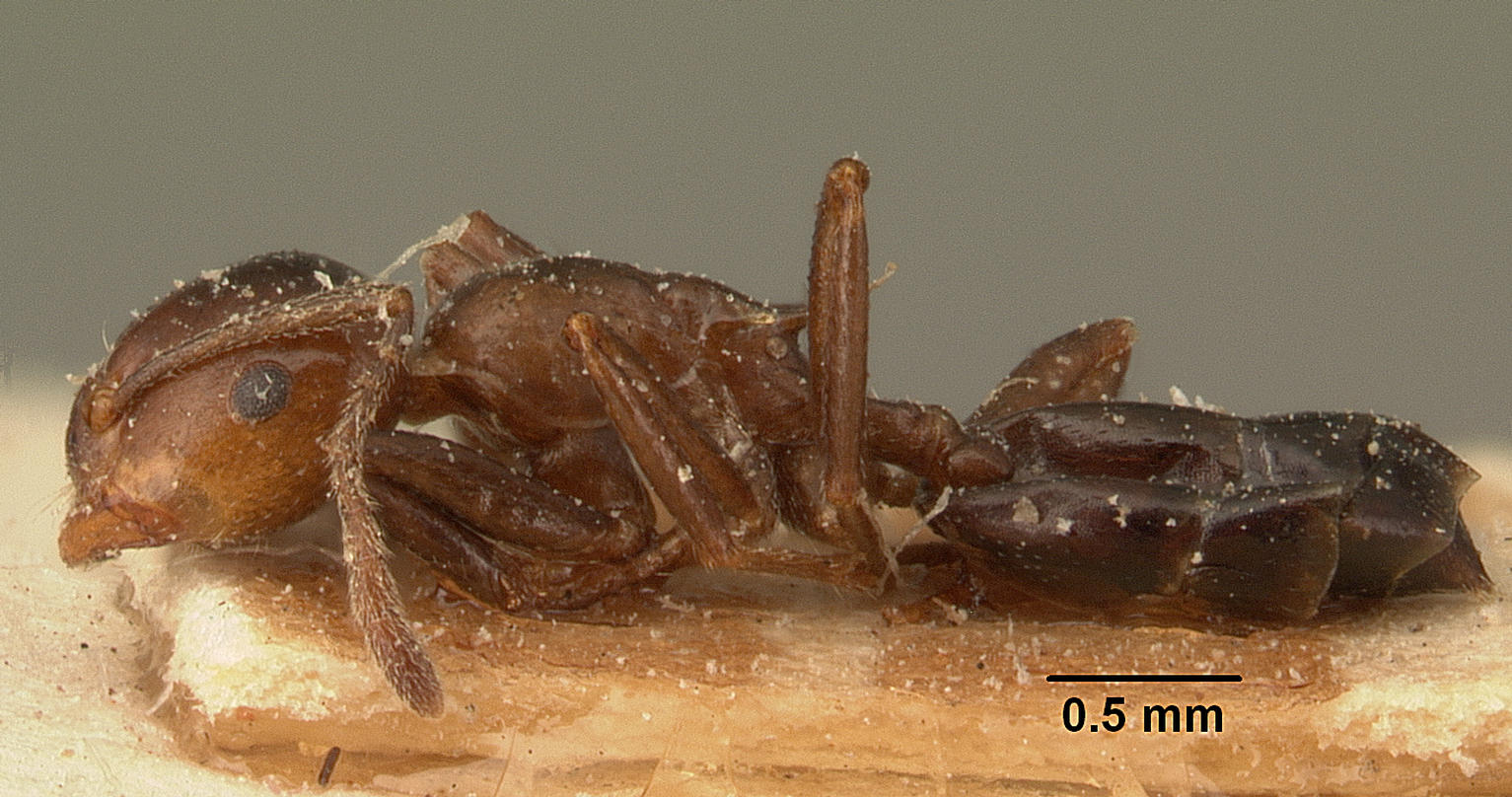
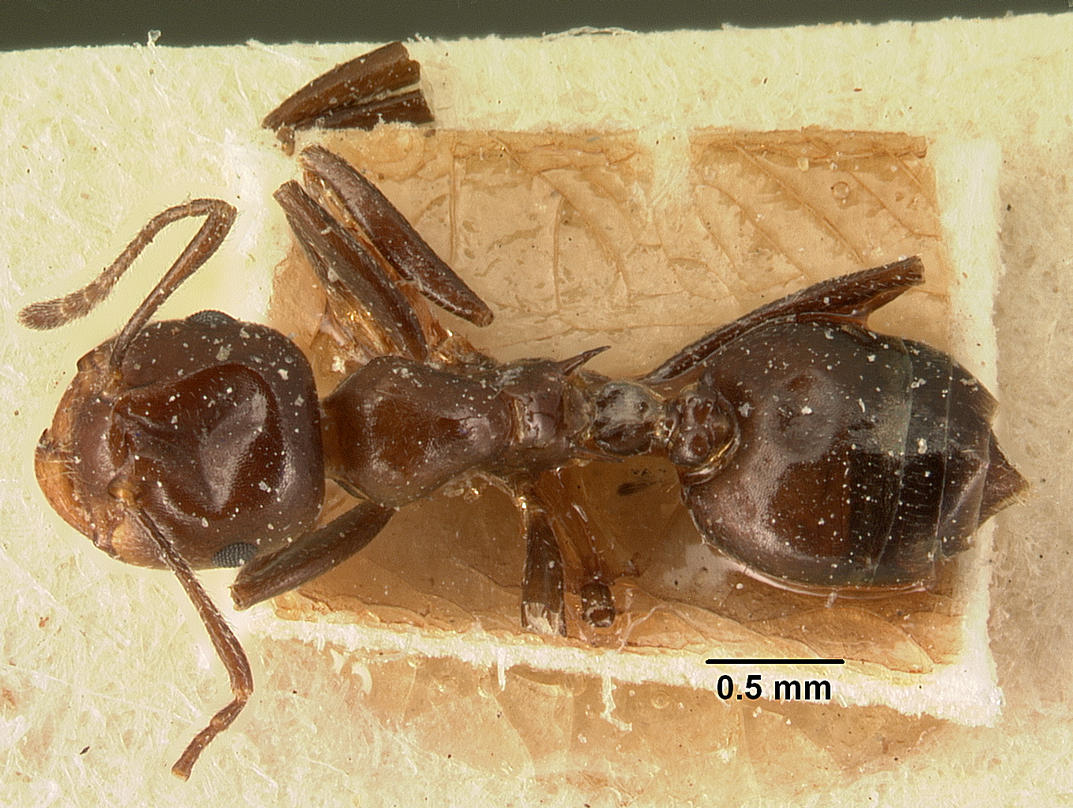
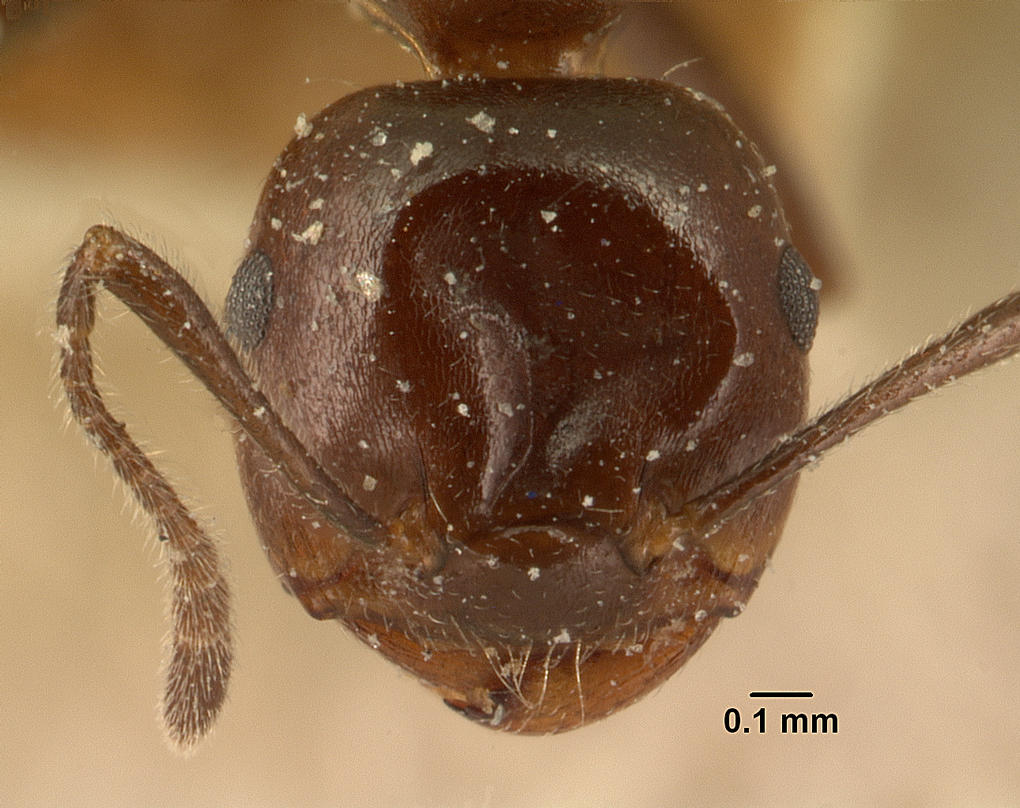